# Cantonul Montpellier-8
Cantonul Montpellier-8 este un canton din arondismentul Montpellier, departamentul Hérault, regiunea Languedoc-Roussillon, Franța.

## Comune
- Lavérune
- Montpellier (parțial, reședință)
- Saint-Jean-de-Védas

De volgende wijken van Montpellier maken deel uit van dit kanton:
- Val-de-Crozes
- Montpellier-Village
- Les Bouisses
- Figuerolles
- Cité Gély
- Font Carrade
- Cité Paul Valéry
- Pas du Loup
- La Chamberte
- Estanove
- Ovalie